# Mnichov (okres Domažlice)
Mnichov (německy Münchsdorf) je obec v okrese Domažlice v Plzeňském kraji. V obci, ke které patří také vesnice Pivoň a Vranov, žije 218 obyvatel.

## Historie
První písemná zmínka o vesnici pochází z roku 1550. V letech 1938 až 1945 byla ves, v důsledku uzavření Mnichovské dohody, přičleněna k nacistickému Německu.

## Obyvatelstvo
| Rok            | 1869  | 1880  | 1890  | 1900  | 1910  | 1921  | 1930  | 1950 | 1961 | 1970 | 1980 | 1991 | 2001 | 2011 | 2021 |
| -------------- | ----- | ----- | ----- | ----- | ----- | ----- | ----- | ---- | ---- | ---- | ---- | ---- | ---- | ---- | ---- |
| Počet obyvatel | 1 125 | 1 123 | 1 096 | 1 090 | 1 148 | 1 152 | 1 019 | 422  | 320  | 330  | 296  | 270  | 243  | 232  | 215  |
| Počet domů     | 138   | 142   | 140   | 150   | 157   | 159   | 168   | 120  | 75   | 76   | 66   | 71   | 80   | 87   | 89   |

## Obecní správa
Mezi lety 1850–1979 byl Mnichov obcí v okrese Horšovský Týn (v letech 1850–1910 Horšův Týn) (1850–1950) a později v okrese Domažlice. Od 1. července 1979 do 23. listopadu 1990 patřil jako část města ke Poběžovicím a od 24. listopadu 1990 je opět samostatnou obcí.

### Části obce
- Mnichov (k. ú. Mnichov u Poběžovic)
- Pivoň (i název k. ú.)
- Vranov (k. ú. Vranov u Mnichova a Skláře u Mnichova)

V letech 1850–1879 a v letech 1960–1979 k obci patřily i Hvožďany.

## Pamětihodnosti
- Kaple Nejsvětější Trojice
- Socha svatého Jana Nepomuckého u kaple Nejsvětější Trojice